# Verhandlungen des Botanischen Vereins für die Provinz Brandenburg
Verhandlungen des Botanischen Vereins für die Provinz Brandenburg (abreviado Verh. Bot. Vereins Prov. Brandenburg) es una revista ilustrada con descripciones botánicas que es editada desde 1859 en Alemania con el nombre completo de Verhandlungen des Botanischen Vereins für die Provinz Brandenburg und die Angrenzenden Länder.